# Diana Gurtskaya
Diana Gudaevna Gurtskaya (em georgiano:  დიანა ღურწკაია, Sucumi, Abecásia, Geórgia, 2 de julho de 1978) é uma cantora cega georgiana que reside em Moscou. Em 1 de março de 2008, Diana ganhou a final georgiana , tendo recolhido 39.4% dos votos, desse modo representou a Geórgia no Festival Eurovisão da Canção 2008 em Belgrado, Sérvia, interpretando a canção Peace will come (A Paz chegará, uma canção pacifista que apela à paz na sua terra natal, a Abecásia).
Diana participou na segunda semi-final e foi apurada para a final realizada a 22 de maio desse ano, onde terminou em 11º lugar, tendo recebido 83 pontos.
Gurtskaya tem obtido vários prémios. Os mais notáveis foram o Prémio Honorário do Artista Russo oferecido pelo presidente russo Vladimir Putin, uma Medalha de Honra dada pelo presidente georgiano Mikheil Saakashvili, e o Prémio de Santa Bárbara na Ucrânia entre outros.
Gurtskaya gravou duetos com cantores estrangeiros bem conhecidos, incluindo Ray Charles, Toto Cutugno e Demis Roussos.
Em 2009, Gurtskaya recebeu significativa atenção da mídia depois de não conseguir obter um visto da embaixada britânica devido a sua cegueira. No entanto, depois de uma campanha muito divulgada, um visto foi concedido e as regras foram alteradas.
Gurtskaya é casada com Pyotr Kucherenko, de quem tem um filho, Konstantin (nascido em junho de 2007).

## Discografia

### Álbuns de estúdio
- Ty zdess (2000)[4]
- Ty Znayesh mama (2002)[5]
- Utro (2003)[6]
- Nezhnaya (2004)[7]
- 9 Mesjacev (2007)
- Ja Ljublju vas vseh (2009)[8]

### Coletâneas musicais
- MP3 Collection (2006)
- Novoye i luchshyeye (2009)